# Nea Makri
Nea Makri (gr. Νέα Μάκρη) – miasto w Grecji, w administracji zdecentralizowanej Attyka, w regionie Attyka, w jednostce regionalnej Attyka Wschodnia, w gminie Maraton. W 2011 roku liczyło 15 554 mieszkańców. Ośrodek przemysłowy.